# Памятник Паулю Герхардту (Миттенвальде)
Памятник Паулю Герхардту (нем. Paul-Gerhardt-Denkmal) — монумент, возведённый в честь Пауля Герхардта, немецкого лютеранского теолога и наряду с Мартином Лютером самому значительному автору текстов духовных лютеранских песнопений.
Расположен на Санкт-Мориц-Кирхштрассе в г. Миттенвальде, земля Бранденбург в Германии. Памятник работы скульптора Фридриха Пфанншмидта был разрушен во время Второй мировой войны, копия статуи установлена в 2001 году в церковном парке перед приходской церковью Св. Морица. Пауль Герхардт служил пастором в Миттенвальде с 1651 года, и именно здесь были написаны многие из его 139 лютеранских песнопений.